# Mona Lisa (cantora)
Mona M. Lisa (Nova Iorque, 20 de fevereiro de 1981), conhecida profissionalmente como Mona Lisa, é uma cantora, compositora, atriz, modelo e produtora musical norte-americana de pop e R&B.
Ela é mais conhecida por seu single de estreia "Can't Be Wasting My Time", com o grupo de hip hop Lost Boyz, que foi incluído na trilha sonora de Don't Be a Menace to South Central While Drinking Your Juice in the Hood, bem como por seu álbum de estreia , "Mona Lisa".